# Ophiorrhiza
Ophiorrhiza är ett släkte av måreväxter. Ophiorrhiza ingår i familjen måreväxter.

## Dottertaxa tillOphiorrhiza, i alfabetisk ordning[1]
- Ophiorrhiza acuminata
- Ophiorrhiza acuminatissima
- Ophiorrhiza affinis
- Ophiorrhiza aggregata
- Ophiorrhiza alata
- Ophiorrhiza alatiflora
- Ophiorrhiza albida
- Ophiorrhiza alboensis
- Ophiorrhiza amnicola
- Ophiorrhiza amoena
- Ophiorrhiza amplifolia
- Ophiorrhiza angkae
- Ophiorrhiza annamica
- Ophiorrhiza anonyma
- Ophiorrhiza approximata
- Ophiorrhiza arenicola
- Ophiorrhiza argostemmoides
- Ophiorrhiza aureolina
- Ophiorrhiza australiana
- Ophiorrhiza austroyunnanensis
- Ophiorrhiza avenis
- Ophiorrhiza axillaris
- Ophiorrhiza bambusetorum
- Ophiorrhiza barberi
- Ophiorrhiza barnesii
- Ophiorrhiza baviensis
- Ophiorrhiza biakensis
- Ophiorrhiza bicolor
- Ophiorrhiza biflora
- Ophiorrhiza biversifolia
- Ophiorrhiza blumeana
- Ophiorrhiza borii
- Ophiorrhiza brachyantha
- Ophiorrhiza brachycarpa
- Ophiorrhiza bracteata
- Ophiorrhiza brevidentata
- Ophiorrhiza brevipes
- Ophiorrhiza brunonis
- Ophiorrhiza caespitulosa
- Ophiorrhiza calcarea
- Ophiorrhiza calliantha
- Ophiorrhiza camiguinensis
- Ophiorrhiza cana
- Ophiorrhiza canescens
- Ophiorrhiza cantonensis
- Ophiorrhiza carnosicaulis
- Ophiorrhiza carstensensis
- Ophiorrhiza caudata
- Ophiorrhiza caudipetala
- Ophiorrhiza chandrasekharanii
- Ophiorrhiza chinensis
- Ophiorrhiza chingii
- Ophiorrhiza ciliata
- Ophiorrhiza codyensis
- Ophiorrhiza communis
- Ophiorrhiza condensa
- Ophiorrhiza confertiflora
- Ophiorrhiza cordata
- Ophiorrhiza costata
- Ophiorrhiza crassifolia
- Ophiorrhiza crispa
- Ophiorrhiza cryptantha
- Ophiorrhiza curtiflora
- Ophiorrhiza darrisii
- Ophiorrhiza davaensis
- Ophiorrhiza debruynii
- Ophiorrhiza decipiens
- Ophiorrhiza deflexa
- Ophiorrhiza densa
- Ophiorrhiza densiflora
- Ophiorrhiza discolor
- Ophiorrhiza djamuensis
- Ophiorrhiza dolichophylla
- Ophiorrhiza doormanniensis
- Ophiorrhiza dulongensis
- Ophiorrhiza elmeri
- Ophiorrhiza ensiformis
- Ophiorrhiza eriantha
- Ophiorrhiza erubescens
- Ophiorrhiza esquirolii
- Ophiorrhiza estipulata
- Ophiorrhiza exigua
- Ophiorrhiza exserta
- Ophiorrhiza extenuata
- Ophiorrhiza falcata
- Ophiorrhiza fangdingii
- Ophiorrhiza fasciculata
- Ophiorrhiza fengii
- Ophiorrhiza ferruginea
- Ophiorrhiza fibrillosa
- Ophiorrhiza filibracteolata
- Ophiorrhiza filistipula
- Ophiorrhiza flavescens
- Ophiorrhiza fontinalis
- Ophiorrhiza fruticosa
- Ophiorrhiza fucosa
- Ophiorrhiza fusca
- Ophiorrhiza glabrifolia
- Ophiorrhiza glaucorosea
- Ophiorrhiza glechomifolia
- Ophiorrhiza govidjoensis
- Ophiorrhiza graciliflora
- Ophiorrhiza gracilis
- Ophiorrhiza grandibracteolata
- Ophiorrhiza grandiflora
- Ophiorrhiza griffithii
- Ophiorrhiza hainanensis
- Ophiorrhiza hallieri
- Ophiorrhiza hasseltii
- Ophiorrhiza havilandii
- Ophiorrhiza hayatana
- Ophiorrhiza heterophylla
- Ophiorrhiza heterostyla
- Ophiorrhiza hirsutula
- Ophiorrhiza hispida
- Ophiorrhiza howii
- Ophiorrhiza huanjiangensis
- Ophiorrhiza hunanica
- Ophiorrhiza inaequifolia
- Ophiorrhiza incarnata
- Ophiorrhiza inconspicua
- Ophiorrhiza infundibularis
- Ophiorrhiza insularis
- Ophiorrhiza involucrata
- Ophiorrhiza ixora
- Ophiorrhiza jackiana
- Ophiorrhiza japonica
- Ophiorrhiza junghuhniana
- Ophiorrhiza kingiana
- Ophiorrhiza klossii
- Ophiorrhiza korthalsiana
- Ophiorrhiza kratensis
- Ophiorrhiza kunstleri
- Ophiorrhiza kuroiwae
- Ophiorrhiza kwangsiensis
- Ophiorrhiza lacei
- Ophiorrhiza laevifolia
- Ophiorrhiza lancifolia
- Ophiorrhiza lancilimba
- Ophiorrhiza laoshanica
- Ophiorrhiza larseniorum
- Ophiorrhiza latifolia
- Ophiorrhiza lauterbachii
- Ophiorrhiza lawrenceana
- Ophiorrhiza laxa
- Ophiorrhiza leptantha
- Ophiorrhiza leptophylla
- Ophiorrhiza liangkwangensis
- Ophiorrhiza lignosa
- Ophiorrhiza linearifolia
- Ophiorrhiza littorea
- Ophiorrhiza longicornis
- Ophiorrhiza longiflora
- Ophiorrhiza longifloriformis
- Ophiorrhiza longifolia
- Ophiorrhiza longii
- Ophiorrhiza longipedunculata
- Ophiorrhiza longipes
- Ophiorrhiza longirepens
- Ophiorrhiza longisepala
- Ophiorrhiza longituba
- Ophiorrhiza luchuanensis
- Ophiorrhiza lurida
- Ophiorrhiza maboroensis
- Ophiorrhiza macgregorii
- Ophiorrhiza macrantha
- Ophiorrhiza macrodonta
- Ophiorrhiza maquilingensis
- Ophiorrhiza marchandii
- Ophiorrhiza marginata
- Ophiorrhiza marosiana
- Ophiorrhiza medogensis
- Ophiorrhiza membranacea
- Ophiorrhiza mitchelloides
- Ophiorrhiza montisschraderi
- Ophiorrhiza mungos
- Ophiorrhiza munnarensis
- Ophiorrhiza mussaendiformis
- Ophiorrhiza mycetiifolia
- Ophiorrhiza nairii
- Ophiorrhiza nandanica
- Ophiorrhiza napoensis
- Ophiorrhiza neglecta
- Ophiorrhiza nelsonii
- Ophiorrhiza nemorosa
- Ophiorrhiza nepalensis
- Ophiorrhiza nerterifolia
- Ophiorrhiza nerteriformis
- Ophiorrhiza nervosa
- Ophiorrhiza nicobarica
- Ophiorrhiza nutans
- Ophiorrhiza obcuneata
- Ophiorrhiza oblonga
- Ophiorrhiza oblongifolia
- Ophiorrhiza oblongilimba
- Ophiorrhiza ochroleuca
- Ophiorrhiza oligantha
- Ophiorrhiza oppositiflora
- Ophiorrhiza orofenensis
- Ophiorrhiza ovata
- Ophiorrhiza palauensis
- Ophiorrhiza pallida
- Ophiorrhiza pallidula
- Ophiorrhiza palustris
- Ophiorrhiza parviflora
- Ophiorrhiza patula
- Ophiorrhiza pauciflora
- Ophiorrhiza pectinata
- Ophiorrhiza pedunculata
- Ophiorrhiza peploides
- Ophiorrhiza perpusilla
- Ophiorrhiza petrophila
- Ophiorrhiza pileoides
- Ophiorrhiza pilosissima
- Ophiorrhiza pinatuboensis
- Ophiorrhiza pingbienensis
- Ophiorrhiza platycarpa
- Ophiorrhiza plumbea
- Ophiorrhiza polytricha
- Ophiorrhiza pseudofasciculata
- Ophiorrhiza pseudoinconspicua
- Ophiorrhiza pseudomungos
- Ophiorrhiza puberula
- Ophiorrhiza pubescens
- Ophiorrhiza pubiflora
- Ophiorrhiza pulgarensis
- Ophiorrhiza pumila
- Ophiorrhiza purpureonervis
- Ophiorrhiza pykarensis
- Ophiorrhiza quadrifida
- Ophiorrhiza radicans
- Ophiorrhiza rarior
- Ophiorrhiza remotiflora
- Ophiorrhiza repandicalyx
- Ophiorrhiza repens
- Ophiorrhiza reticulata
- Ophiorrhiza rhododictyon
- Ophiorrhiza rhodoneura
- Ophiorrhiza richardiana
- Ophiorrhiza ridleyana
- Ophiorrhiza ridleyi
- Ophiorrhiza ripicola
- Ophiorrhiza rivularis
- Ophiorrhiza rosacea
- Ophiorrhiza rosea
- Ophiorrhiza roxburghiana
- Ophiorrhiza rubella
- Ophiorrhiza rufa
- Ophiorrhiza rufinervis
- Ophiorrhiza rufipilis
- Ophiorrhiza rufopunctata
- Ophiorrhiza rugosa
- Ophiorrhiza rupestris
- Ophiorrhiza salicifolia
- Ophiorrhiza sanguinea
- Ophiorrhiza sarawakensis
- Ophiorrhiza scabrella
- Ophiorrhiza schlenckerae
- Ophiorrhiza schmidtiana
- Ophiorrhiza schultzei
- Ophiorrhiza schumannii
- Ophiorrhiza scorpioidea
- Ophiorrhiza seriata
- Ophiorrhiza setosa
- Ophiorrhiza shendurunii
- Ophiorrhiza sichuanensis
- Ophiorrhiza singaporensis
- Ophiorrhiza solandri
- Ophiorrhiza solomonensis
- Ophiorrhiza sorsogonensis
- Ophiorrhiza stenophylla
- Ophiorrhiza straminea
- Ophiorrhiza stylosa
- Ophiorrhiza subaequalis
- Ophiorrhiza subbracteata
- Ophiorrhiza subcapitata
- Ophiorrhiza subcrenata
- Ophiorrhiza subfalcifolia
- Ophiorrhiza subpunicea
- Ophiorrhiza subrubescens
- Ophiorrhiza subserrulata
- Ophiorrhiza subumbellata
- Ophiorrhiza succirubra
- Ophiorrhiza sylvatica
- Ophiorrhiza tafaensis
- Ophiorrhiza tahitensis
- Ophiorrhiza tenella
- Ophiorrhiza tenelliflora
- Ophiorrhiza tenuis
- Ophiorrhiza teysmannii
- Ophiorrhiza thomsonii
- Ophiorrhiza tingens
- Ophiorrhiza tirunelvelica
- Ophiorrhiza tomentosa
- Ophiorrhiza tonkinensis
- Ophiorrhiza torricellensis
- Ophiorrhiza treutleri
- Ophiorrhiza triandra
- Ophiorrhiza trichantha
- Ophiorrhiza trichocarpos
- Ophiorrhiza trichoclada
- Ophiorrhiza tristis
- Ophiorrhiza umbricola
- Ophiorrhiza undulata
- Ophiorrhiza uniflora
- Ophiorrhiza utakwensis
- Ophiorrhiza valetonii
- Ophiorrhiza wallichii
- Ophiorrhiza wattii
- Ophiorrhiza venosa
- Ophiorrhiza wenshanensis
- Ophiorrhiza villosa
- Ophiorrhiza winkleri
- Ophiorrhiza wollastonii
- Ophiorrhiza wui
- Ophiorrhiza zambalensis